# 田中ビネー知能検査
田中ビネー式知能検査（たなかビネーしきちのうけんさ）とは、心理学者の田中寛一によって、1947年に出版された日本のビネー式知能検査の一種。日本において広く使われている個別式知能検査の一つ。1954年、1970年、1987年と改定され、現行のものは2005年に田中ビネー知能検査Vとして出版された。
ビネーの知能検査は、一貫して子どもの知能水準の判定と、その先の一人一人の子どもの個性に合わせた教育を意図して作成されたが、IQの導入に伴い、差別や選別の道具として使われてきた側面もある。

## ビネー式知能検査の歴史[3]

### 知能検査の誕生とその背景
1800年代後半からヨーロッパ諸国や日本では、初等教育制度が確立し、義務教育が始まった。その中で、学校の勉強についていけない子どもたちがおり、特別なクラスで適切な教育を行うべきだとする考えや運動が出てきた。ビネーもその中心人物の1人であった。しかし、特別なクラスを作る際、どの子どもをそのクラスに編入させるべきか、妥当性のある基準がなかった。そこでビネーは、弟子である精神科医のシモンの協力を得て、知能検査の作成に取り組み、1905年にフランスで「知能測定尺度」として世界初の知能検査法が誕生した。1905年版は、様々な種類の30個の問題から構成され、難易度順に並べられた段階式検査法であった。

### 1908年版
1908年版は検査問題が57個に増やされた。また、3歳級から13歳級までを1か年間隔で区切り、それぞれ4〜8個の問題が配置された。この版では、子どもたちの知能を「発達が遅れているもの」「発達がゆっくりしているもの」「正常なもの」「正常よりも3年から4年進んだもの」の4種類に分類された。また、各年齢段階の子どもの反応が詳細に記載され、合格基準も明確にされた。

### 1911年版
1911年版は、学童用であり、6歳級から10歳級までを1年齢ずつの区分とし、それ以降は12歳級、15歳級、成人級となっている。また、基底年齢を設定して精神年齢を求める方法が明確にされていたり、通過率表の記載や、妥当性と信頼性の検証が行われている。ビネーは同年に他界している。その後、ビネー式知能検査はヨーロッパ諸国やアメリカに広まり、翻訳されるとともに、各々の国に合うように再標準化が行われた。

## 日本におけるビネー式知能検査[4]

### 紹介
日本にビネー式知能検査を最初に紹介したのは、医学者の三宅鉱一である。三宅は、1908年「医学中央雑誌6巻1号〜3号」において池田隆徳と連盟で「知力測定」という論文を通して、ビネー・シモンの1905年版を紹介した。三宅は、ビネー式知能検査とZiehenの精神検査法を参考とし「余の知力測定」と言う25題から構成される尺度を作成し、発表した。三宅の他にも、市川源三や上野陽一が1911年にビネーの1908年版を紹介している。また、上野は1912年に1911年版も紹介し、解説を加えている。

### 標準化
日本で本格的にビネー式知能検査を標準化したのは、児童心理学者の久保良英である。久保は、1918年の「児童研究所紀要第1巻で「小學児童の智能査定の研究」を発表し、ビネー式知能検査を日本の風習に合わせた形で導入することを目的とし、5歳〜15歳級までの問題を各年齢級5問ずつ、合計40問を作成した。
ビネー式知能検査をその内容、標準化にあたっての対象者の数などを完成させたのは、鈴木治太郎である。

## 田中ビネー式知能検査の歴史[5]
田中は、1933年〜1938年頃にかけて台湾、朝鮮を初めとする東アジア地域や、欧米諸国の子どもたちの心身の特徴、特に知能に関する調査を行うにあたり、言語の影響を受けない図形や数字だけを用いた集団式知能検査を作成した。この集団検査の修正を重ねる中で1936年に「田中B式知能検査」を発表した。 この知能検査は 「田中B式」 として親しまれ、時代に即した改訂を繰り返しながら今日に至る。
しかし、一方で田中は、日本の個別式知能検査に、より精度の高い尺度の必要性を感じていたため、1937年版新スタンフォード改定案を基にして 「田中びね一式智能検査法」の作成にとりかかった。田中は、1937年版スタンフォード改定案が主に4歳級以下と11歳級以上において不備であると考え、改良を試み、問題数及び内容に大幅な変更を加えた。1938年9月から標準化が行われ、1943年4月に終了した。田中がテストを公にした頃、日本は軍国主義であったため、田中のテストは非難と敵意を受けたこともあり、1947年に、正式に 「田中びね一式智能検査法」が刊行された。
1954年版 「田中びね一式知能検査法」では、実施法、実施用具などが改訂された。
田中が他界した1962年から改訂作業が行われた1970年版 「改訂版 田研・田中ビネー式知能検査法」では、1960年代〜1970年代の高度経済期の生活環境の変化に伴い、再標準化された。社会や子どもの状況変化に伴い、尺度や問題内容の改正が必要となり、1982年〜1986年に改訂作業が行われ、1987年版 「全訂版 田中ビネー式知能検査法」として刊行された。
1987年版までは、ビネー式の特徴である精神年齢と生活年齢の比によってあらわされる本来の定義による知能指数（比率IQ）を算出するようになっていたが、2005年版「田中ビネー知能検査V」では、14歳以上の被験者には精神年齢を算出せず、もっぱら偏差値知能指数だけを求めるようになっている。14歳未満の児童にも必要に応じ偏差値IQが出せるようになっている。また14歳以上では結晶性、流動性、記憶、論理推理の4分野についてそれぞれ偏差値IQを出すことができる。

## 文献
- 『就学児版 田中ビネー知能検査Ⅴ』（田中教育研究所編、田研出版、2008年）
- 『田中ビネー知能検査法(1987年改訂版)』（田中教育研究所編著、田研出版、1987年）
- 田中淳子、大川一郎「田中ビネー知能検査開発の歴史」『立命館人間科学研究』第6巻、立命館大学人間科学研究所、2003年、93-111頁。